# Gerard (football)
Pour les articles homonymes, voir Gérard, Gerard López, López et Segú.
Gerard López Segú, plus connu sous le nom de Gerard, né le 12 mars 1979 à Granollers (Catalogne, Espagne), est un footballeur international espagnol qui évoluait au poste de milieu axial. Il entraîne le FC Barcelone B de 2015 à 2018.

## Biographie

### Joueur
Gerard López est issu d'une famille très liée au football. Son frère aîné Sergi López Segú est aussi footballeur. Gerard est formé à La Masia, le centre de formation du FC Barcelone. Il joue avec l'équipe réserve en 1996, et marque 10 buts en tant qu'un milieu défensif. Mais il ne parvient pas à convaincre le club catalan de le conserver dans l'équipe réserve.
À l'âge de 18 ans, il quitte le Barça pour le Valence CF. Après une saison il est prêté au Deportivo Alaves.
Avec Alavés, champion d'Espagne de D2 en titre, il marque 7 buts, et parvient à s'imposer en tant que titulaire, mais Valence n'est pas décidé à le vendre après de telles performances.
Il revient donc à Valence où il devient titulaire. En 2000, Gerard est ensuite acheté par le Barça pour l’équivalent de 24 millions d'euros. C'est à l'époque le transfert le plus élevé entre clubs espagnols.  Il n'est pas titulaire, mais joue assez à son goût les premières saisons. Il est sélectionné pour la première fois en équipe d'Espagne à l'âge de 23 ans. À la suite de blessures, il joue de moins en moins, et après cinq saisons en Catalogne, il part en France.
En 2005, il débarque à l'AS Monaco, et fait une première moitié de saison encourageante. Il commence petit à petit à s'imposer comme titulaire. Il est victime d'une rupture du tendon d'Achille en novembre lors d'une rencontre contre le Paris Saint-Germain et reste blessé jusqu'à la fin de la saison. En août 2006, il revient dans l'effectif de l'ASM mais il ne joue quasiment pas de la saison à cause de blessures. Il résilie son contrat à l'amiable avec le club princier 3 août 2007, avant de s'engager pour une saison avec le Recreativo Huelva. Laissé libre par son club, il rejoint en février 2009 le Girona FC.
Il y reste deux saisons avant de raccrocher les crampons, à 32 ans.
En 2011, il est consultant à la télévision espagnole.

### Entraîneur
Le 7 octobre 2013, Gerard López devient le sélectionneur de l'équipe de Catalogne où il succède à Johan Cruijff.
En juillet 2015, le président Josep Maria Bartomeu le nomme entraîneur du FC Barcelone B qui évolue en Segunda División B. Son assistant est Francisco Javier García Pimienta.
En juin 2017, il parvient à faire monter le FC Barcelone B en deuxième division.
Il est limogé le 25 avril 2018 en raison de mauvais résultats. Son remplaçant est Francisco Javier García Pimienta.

## Palmarès
- Champion d'Espagne en 2005 avec le FC Barcelone
- Finaliste de la Ligue des Champions 1999-2000 avec le Valence CF
- Vainqueur de la Supercoupe d'Espagne en 1999 avec le Valence CF